# Kelet-Frízföld
Kelet-Frízföld vagy Kelet-Frízia (németül: Ostfriesland; Kelet-fríz alszász: Ōstfräisland; hollandul: Oost-Friesland; Nyugat-fríz: Eastfryslân) egy part menti régió a német Alsó-Szászország szövetségi állam északnyugati részén. Ez a történelmi Frízföld egy szakasza ami a mai Hollandiában található Nyugat-Frízföld és Közép-Frízföld közé (ma mindkettő Frízföld Holland tartomány), valamint a szintén német Schleswig-Holsteinben lévő Észak-Frízföld közé esik. 
Közigazgatásilag Kelet-Frízföld három körzethez tartozik, nevezetesen Aurichhoz, Leerhez, Wittmundhoz és Emden városához.  3144,26 négyzetkilométeres területén 465 000 ember él. 
A régió partjai közelében található szigetláncot Kelet-Fríz-szigeteknek (Ostfriesische Inseln) nevezik amik a Fríz-szigetek része. Ezek a szigetek (nyugatról keletre): Borkum, Juist, Norderney, Baltrum, Langeoog, Spiekeroog és Wangerooge.

### Térképek

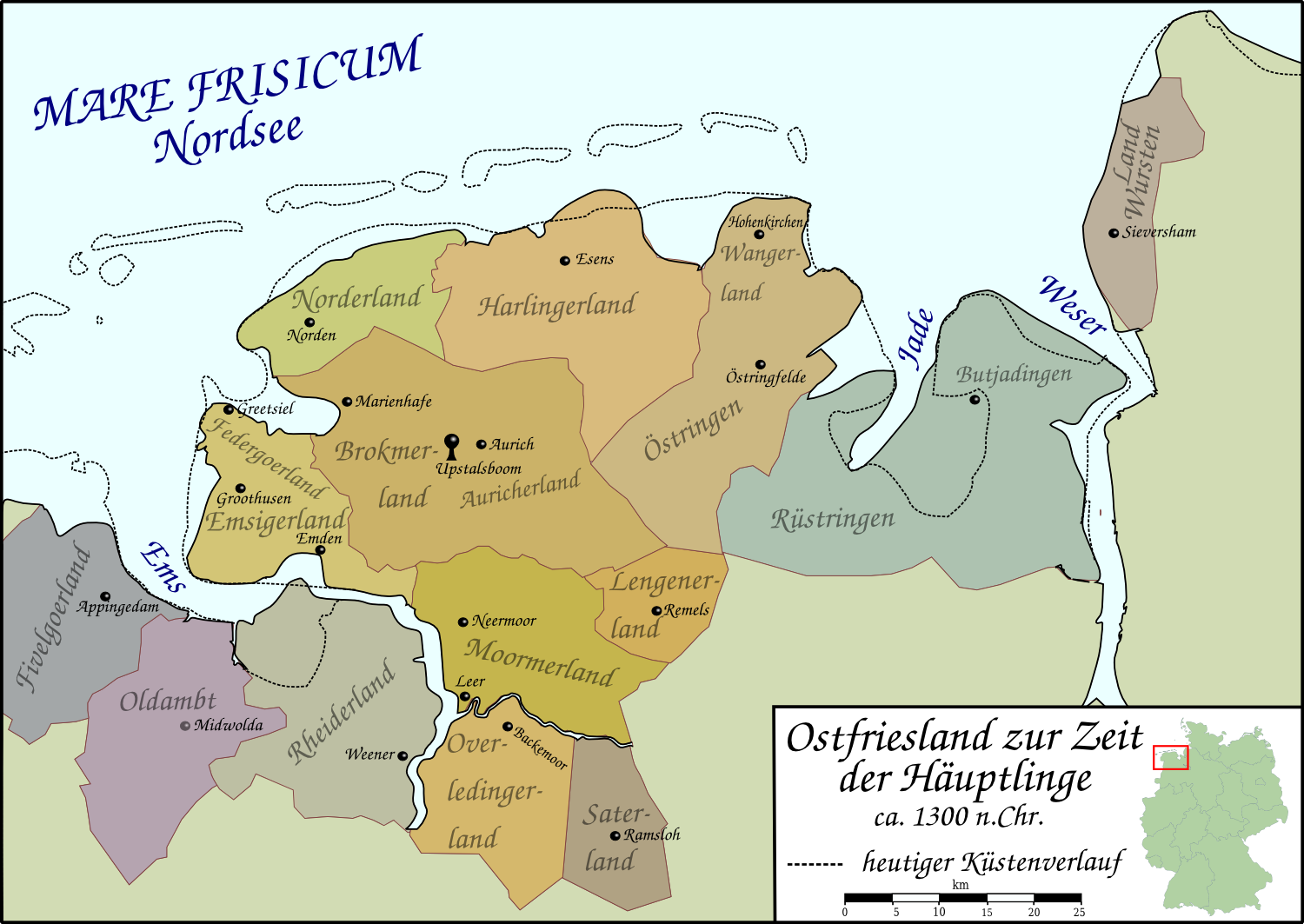
Kelet-Frízföld 1300-ban a feudális rendszertől eltérő (ún. fríz szabadság) idején
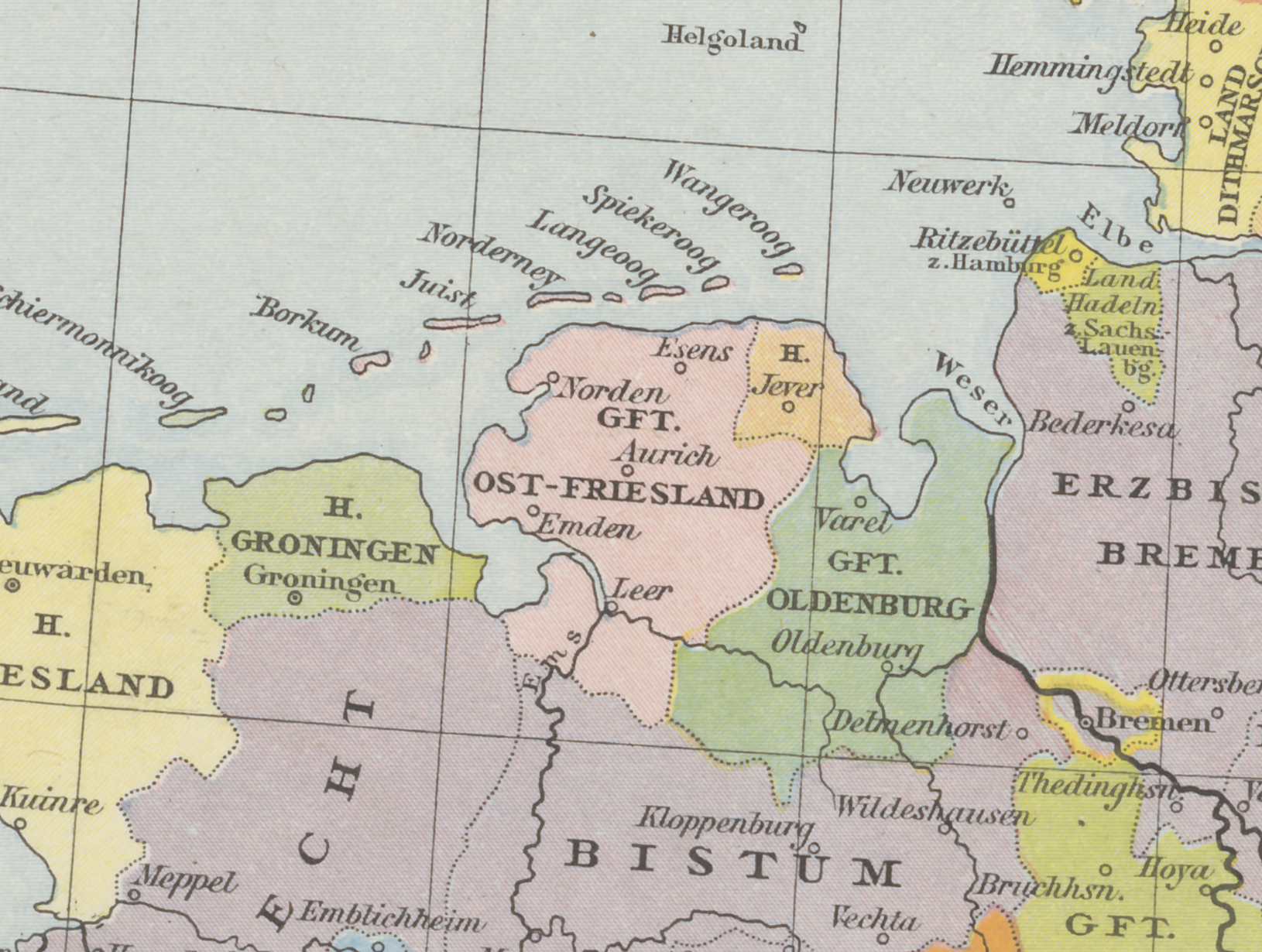
Kelet-Frízföld grófság 1500-ban
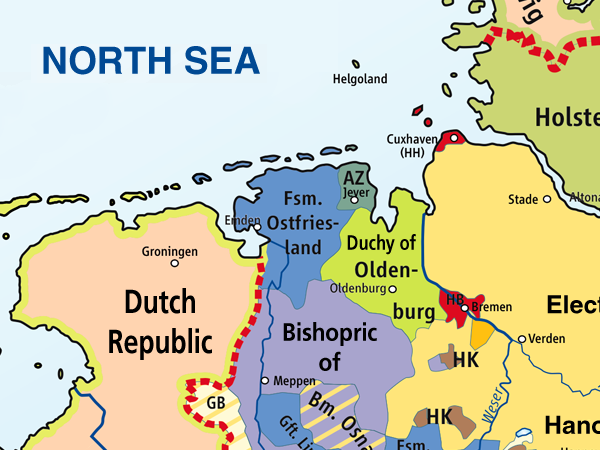
A Német-római Birodalom Kelet-Frízföld Fejedelemsége 1789-ben
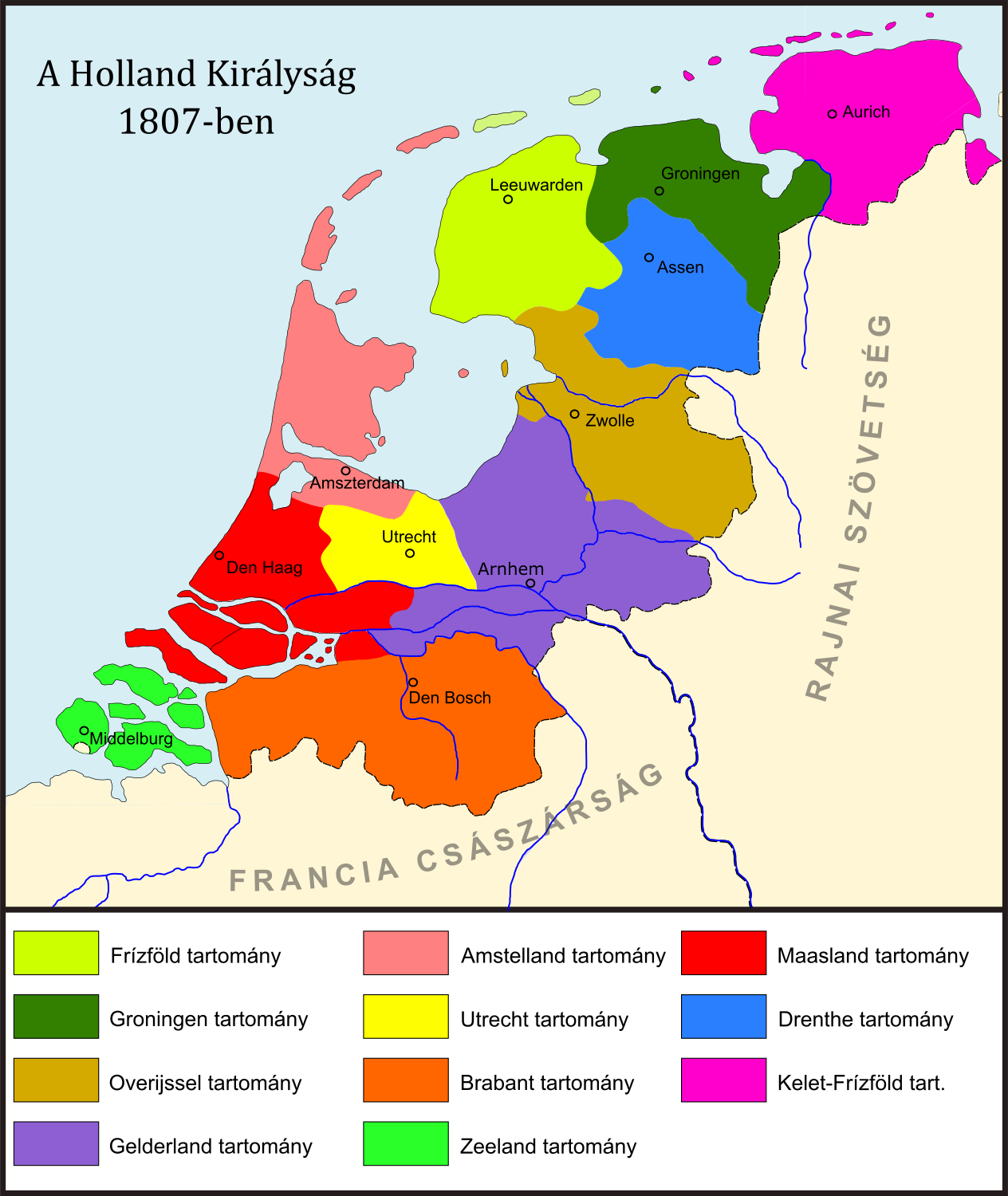
A napóleoni háborúk alatt a frissen létrehozott Holland királysági megyeként becsatolt Oost Friesland (jobb felső sarokban), 1807-ben
Német Kelet-Frízföld (Ostfriesland) ma

## Földrajz
A tájat az Északi-tenger közelsége befolyásolja. A Keleti-Fríz-szigetek 90 kilométeren húzódik a part mentén. Dűnék és homokos strandok kínálkoznak, bár a központjukban fű és erdő is található. A szigetek és a tengerpart közötti terület egyedülálló a világon: az árapály széles árapálysíkságot hagy maga után patakokkal, amelyek rendkívül sok fajt, férget, rákot, valamint madarat és fókát vonzanak. Emiatt az UNESCO Világörökségi Alapja a Watt-tengert, amely már korábban is nemzeti park volt, a Világörökség részévé nyilvánította. A partvidéktől távol a terület nagy részét Geest borítja.

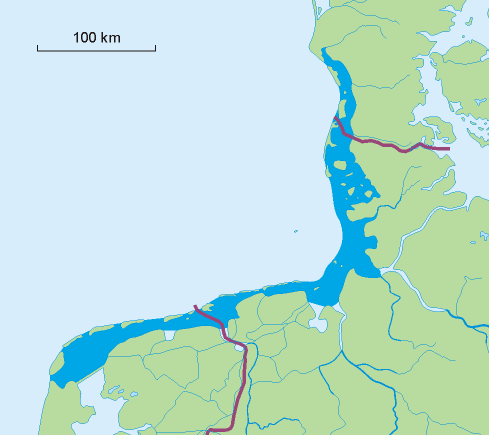
Watt-tenger
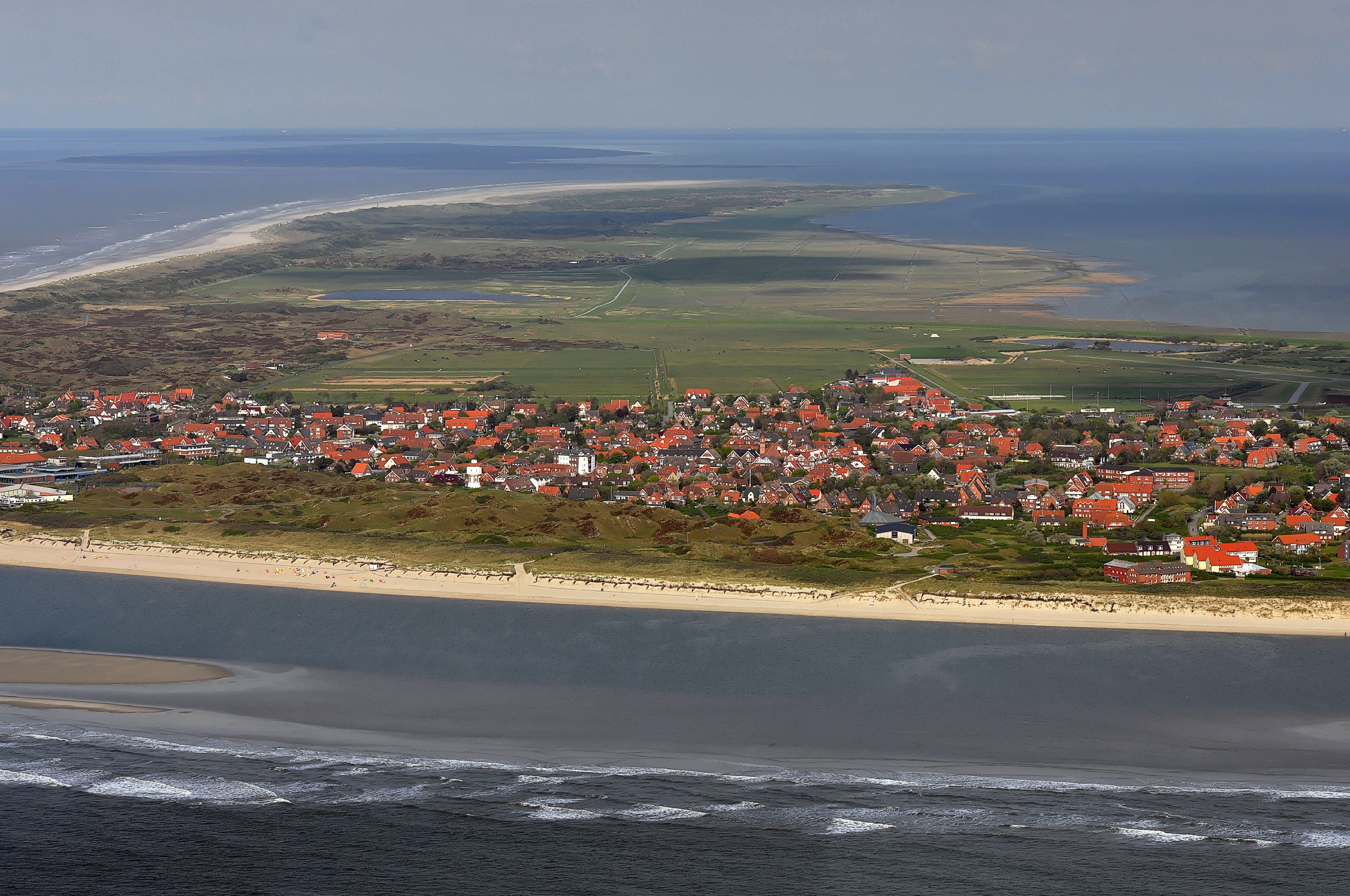
Légi felvételen Langeoog
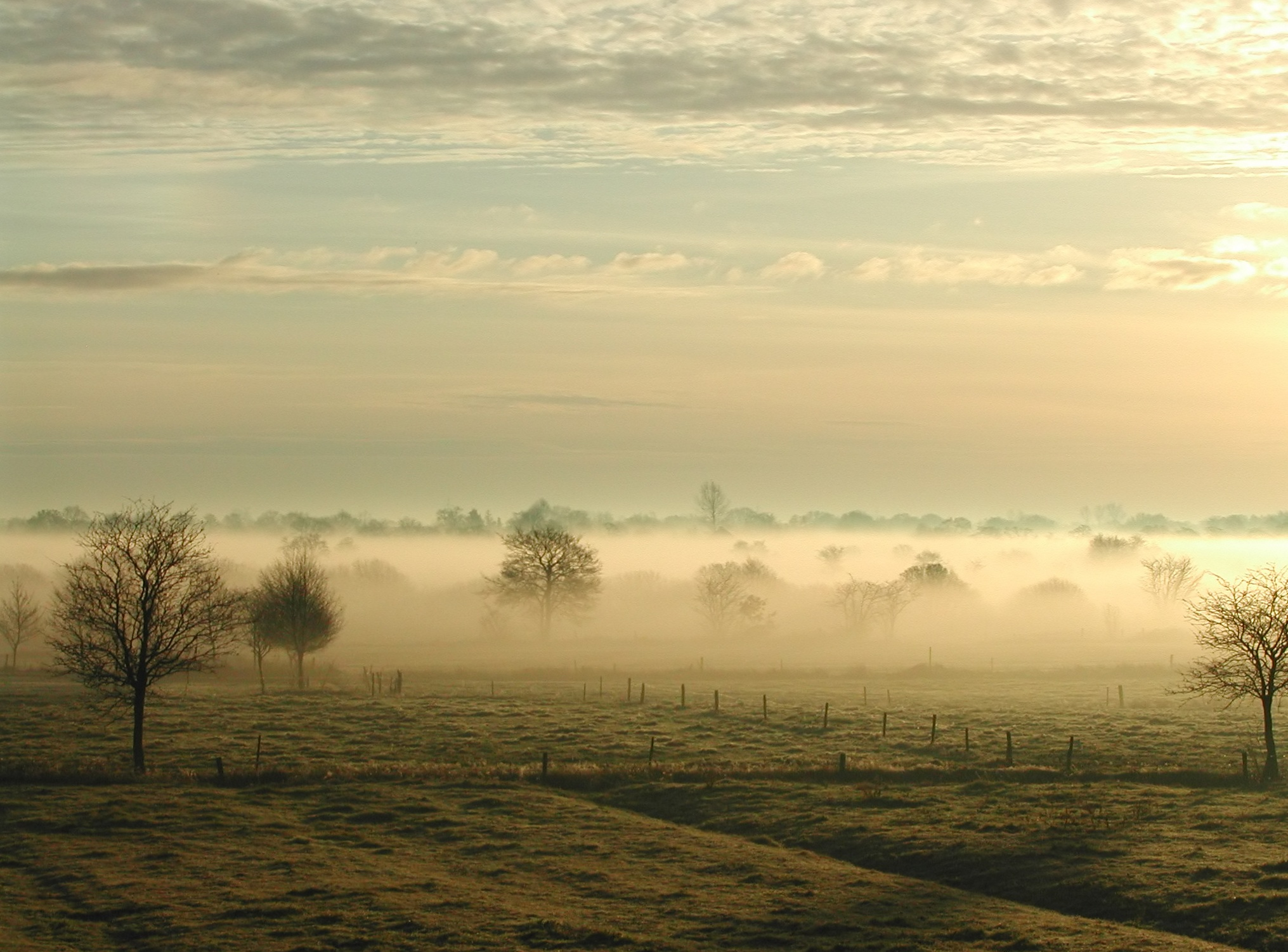
Reggeli köd Kelet-Fríziföldön, 2003

## Kultúra

### Látnivalók

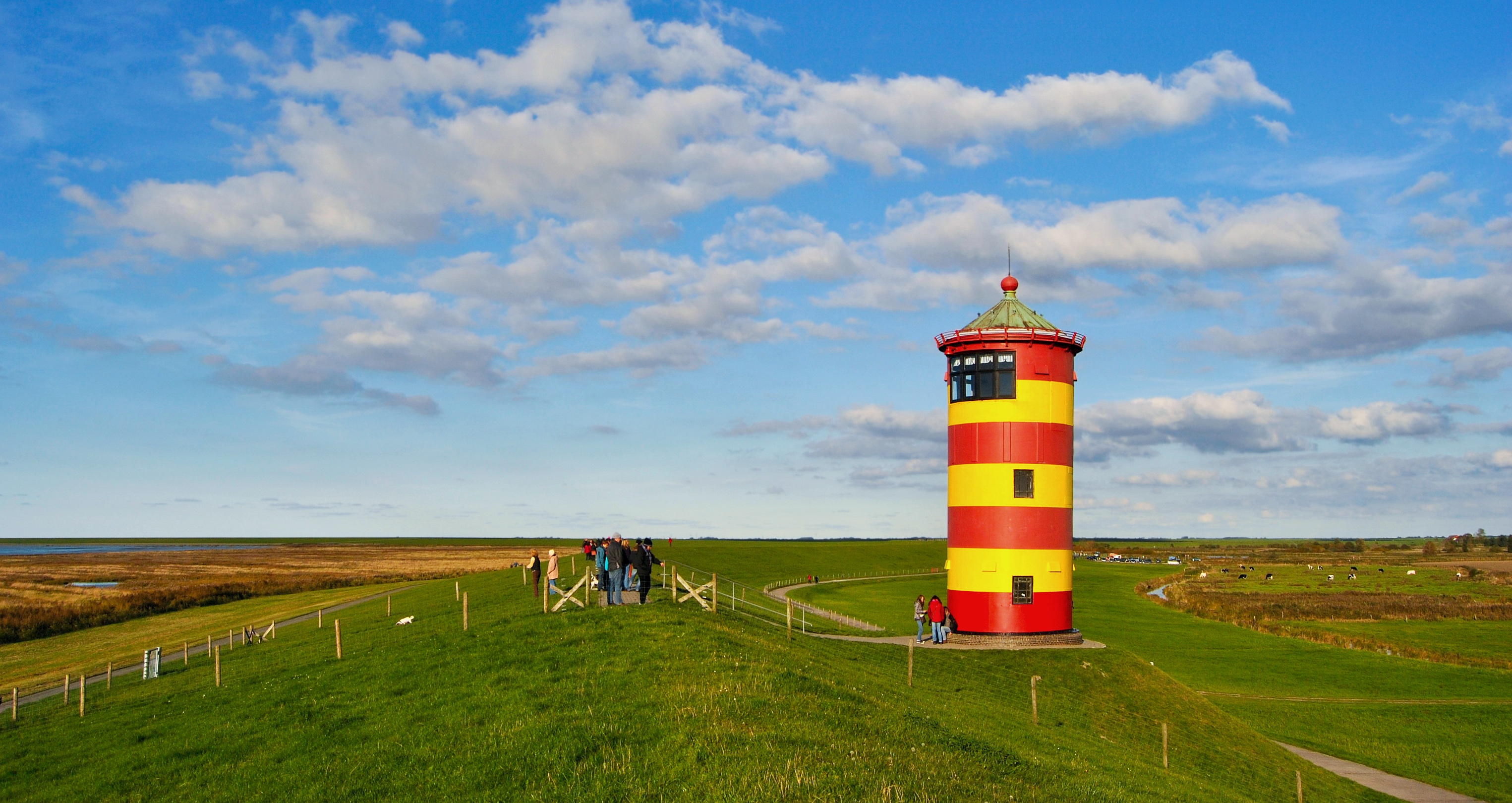
Pilsumi világítótorony (Krummhörn)
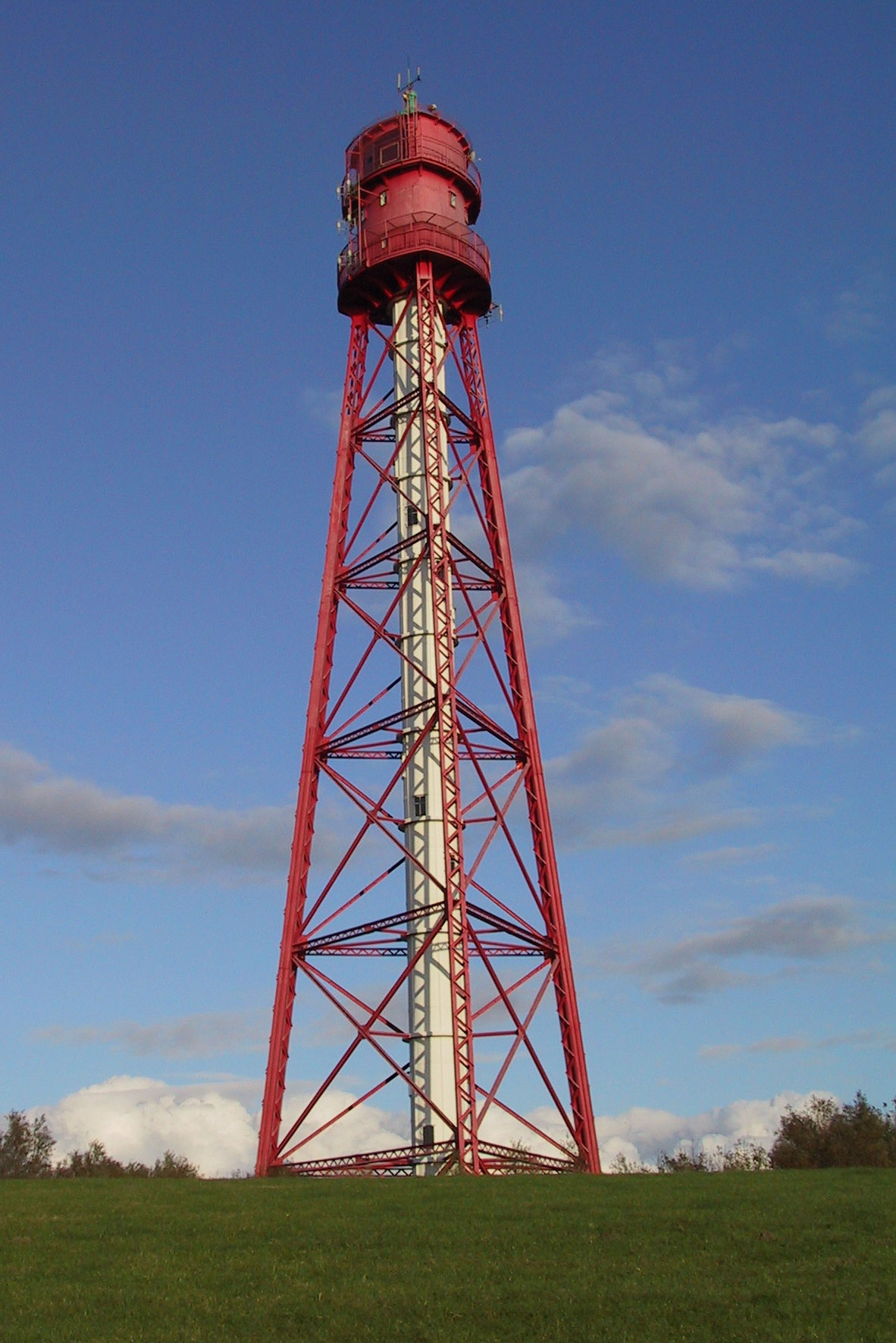
Németország legmagasabb világítótornya a Campeni világítótorony (Krummhörn)
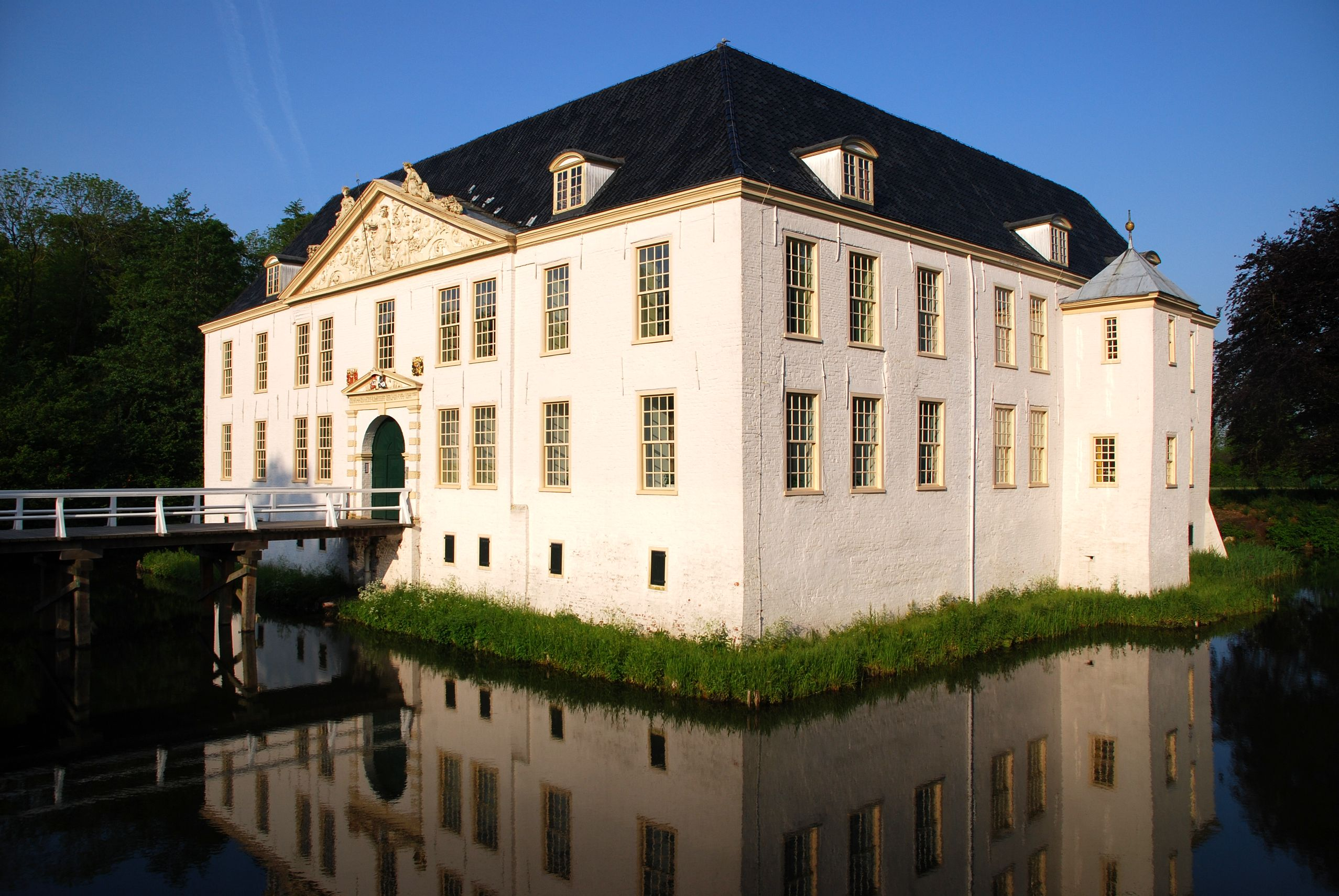
Norderburg vizivár (Dornum)
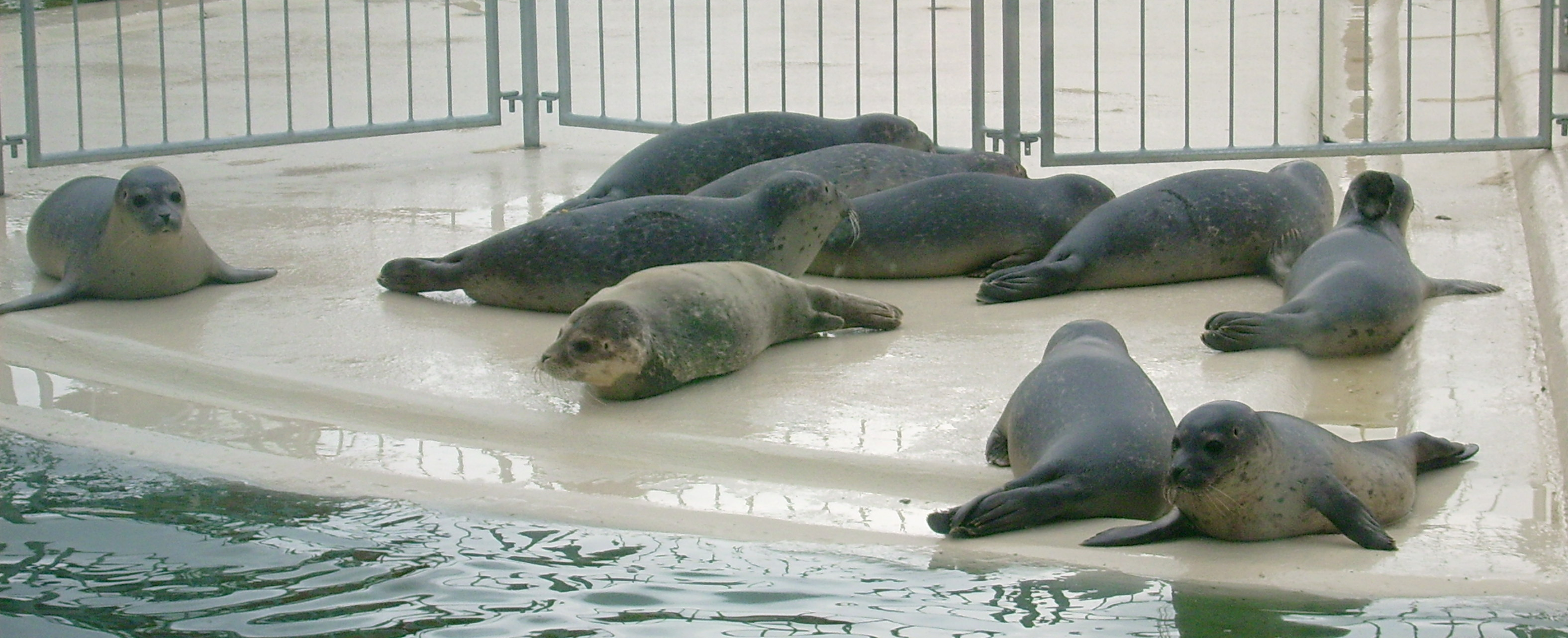
A Nordenben található fókamenhely és nemzeti park látogatóközpont
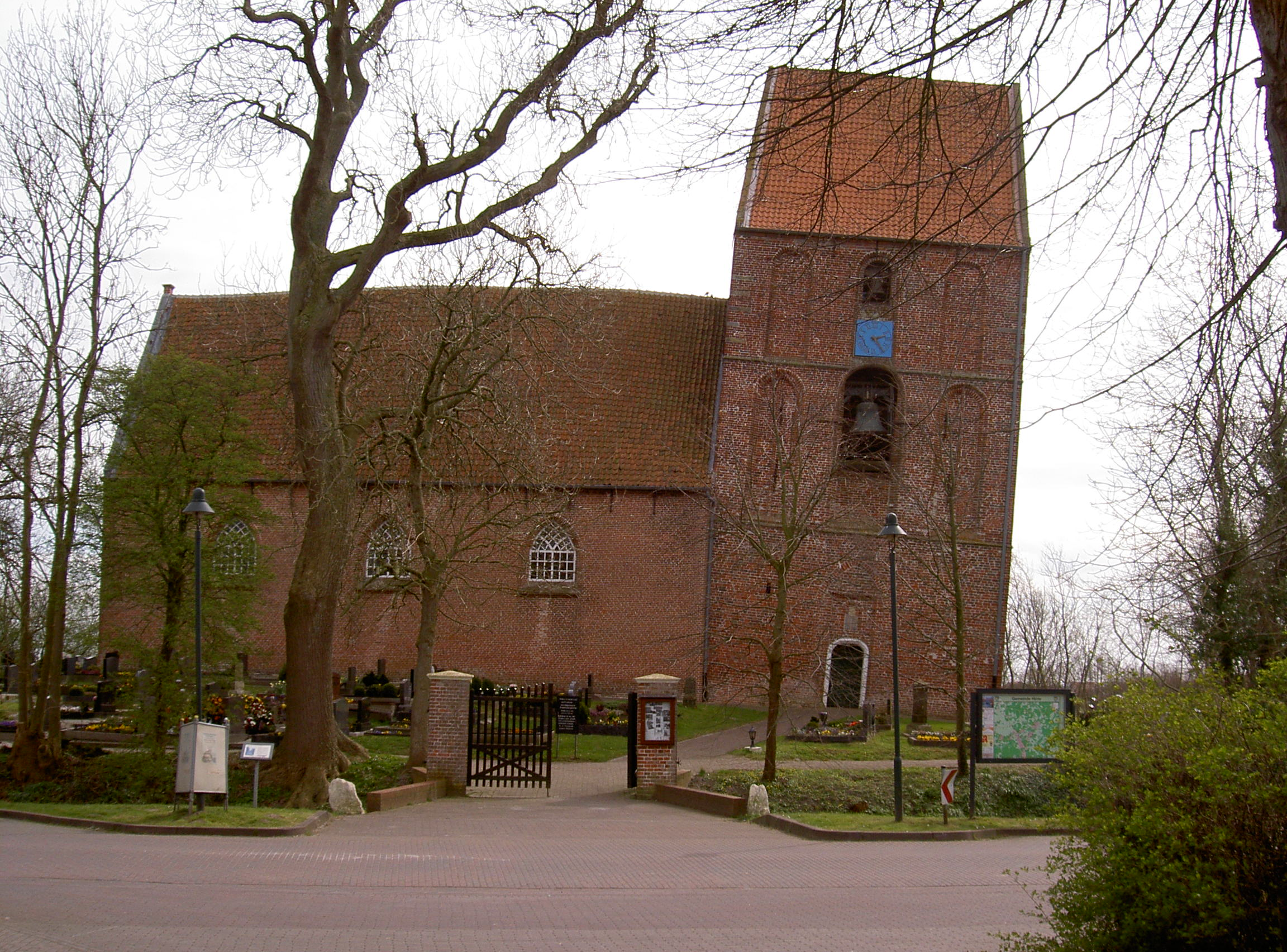
A világ  Guiness Rekordok szerinti legferdébb tornya, a Suurhuseni ferde torony, ami a Pisai ferde toronynál 1,22° -kal ferdébb
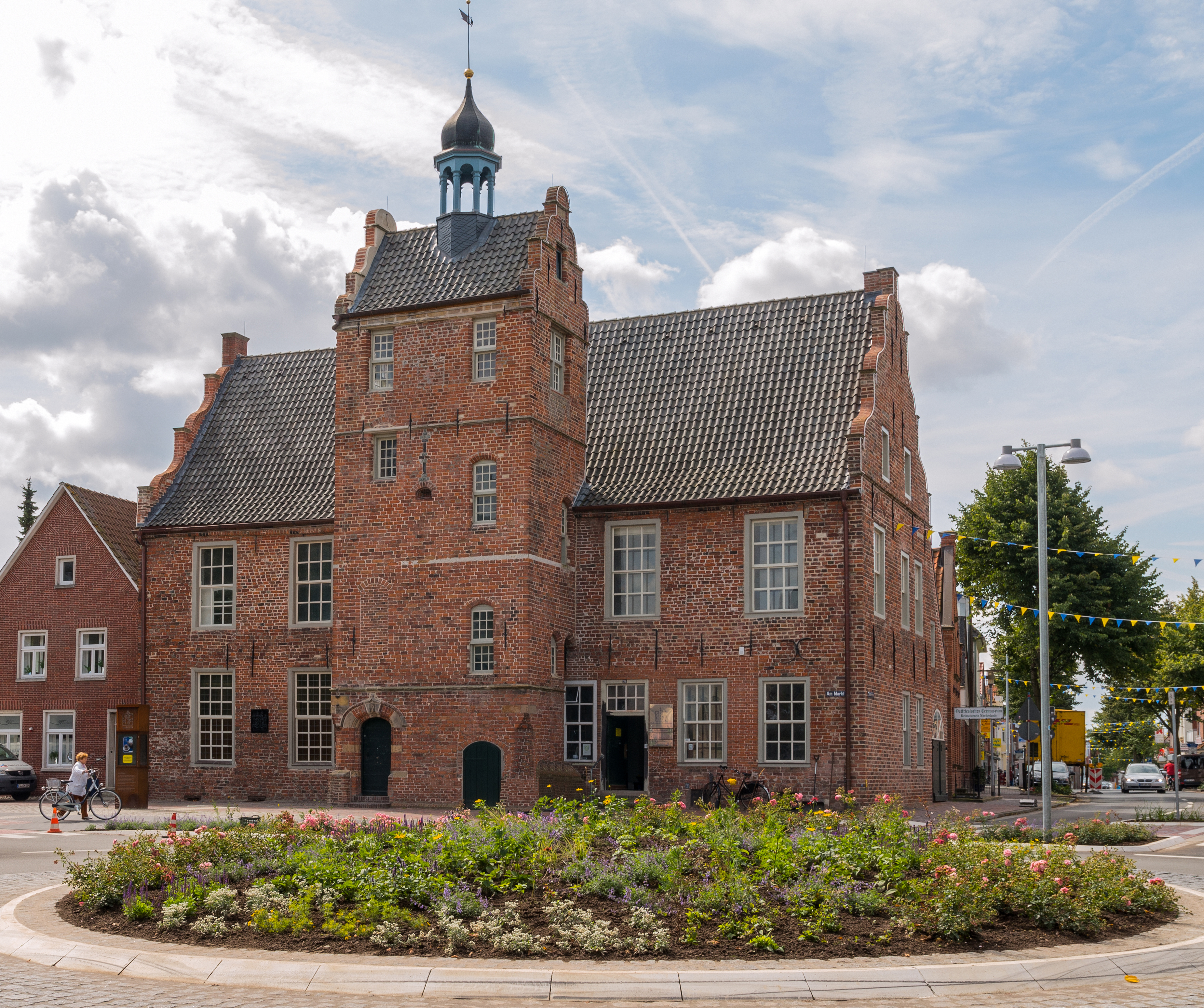
A régi városháza épületében található Kelet-Frízföldi Teamúzeum (Ostfriesische Teemuseum) Nordenben
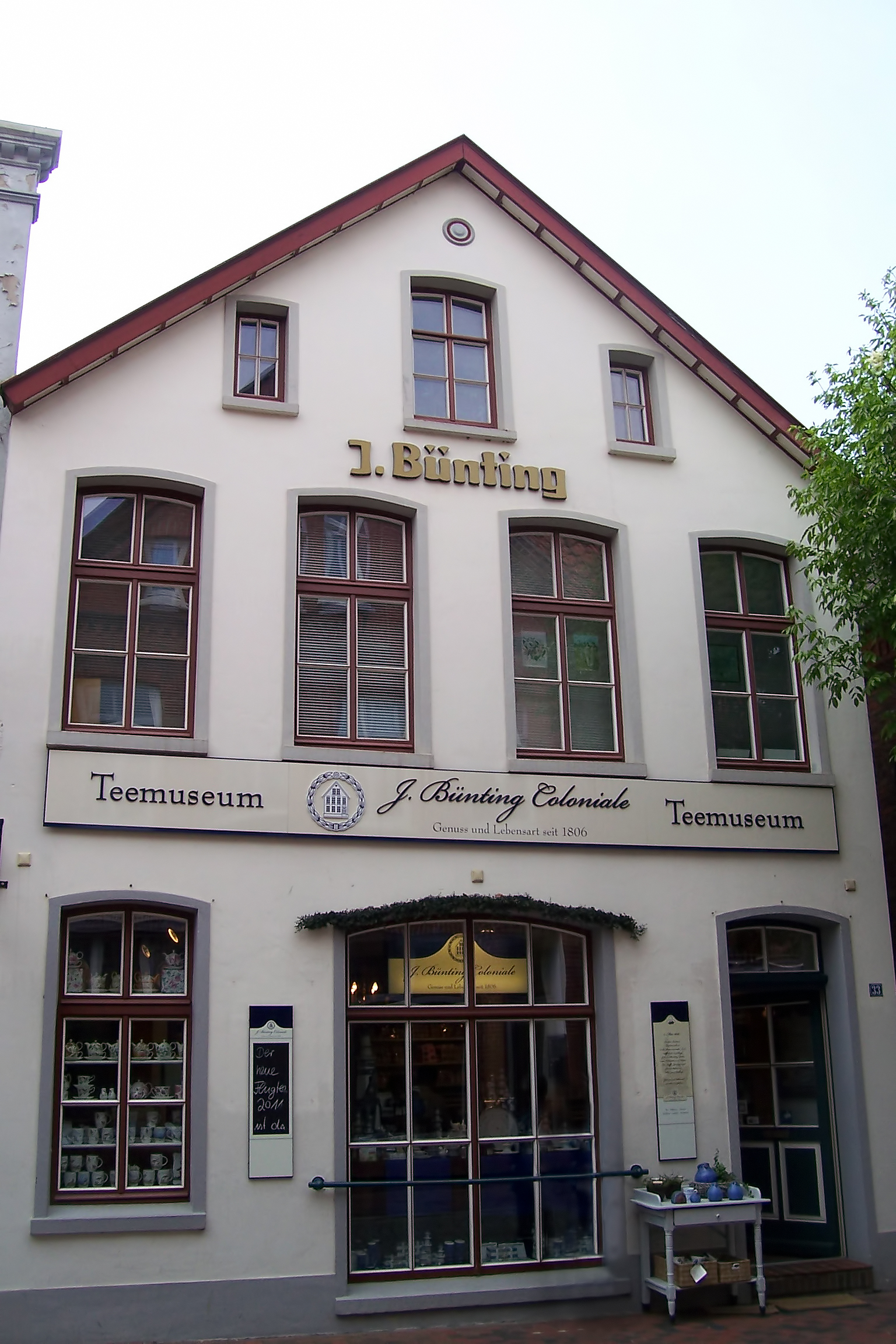
A Bünting teamúzeum Leerben

## Gazdaság

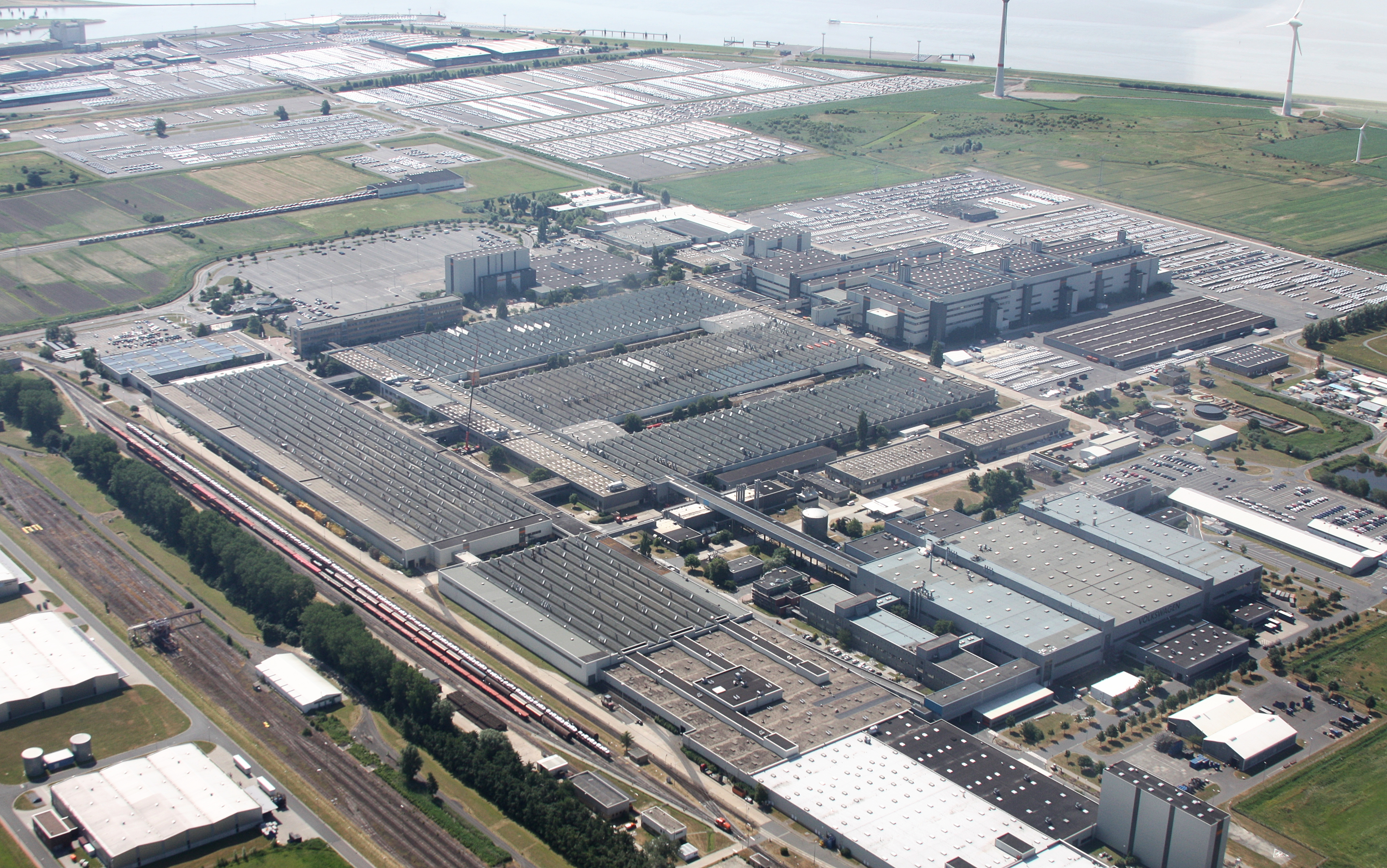
A Volkswagen gyára Emdenben, ahol az ikonikus  Bogár, majd a Passat is készült
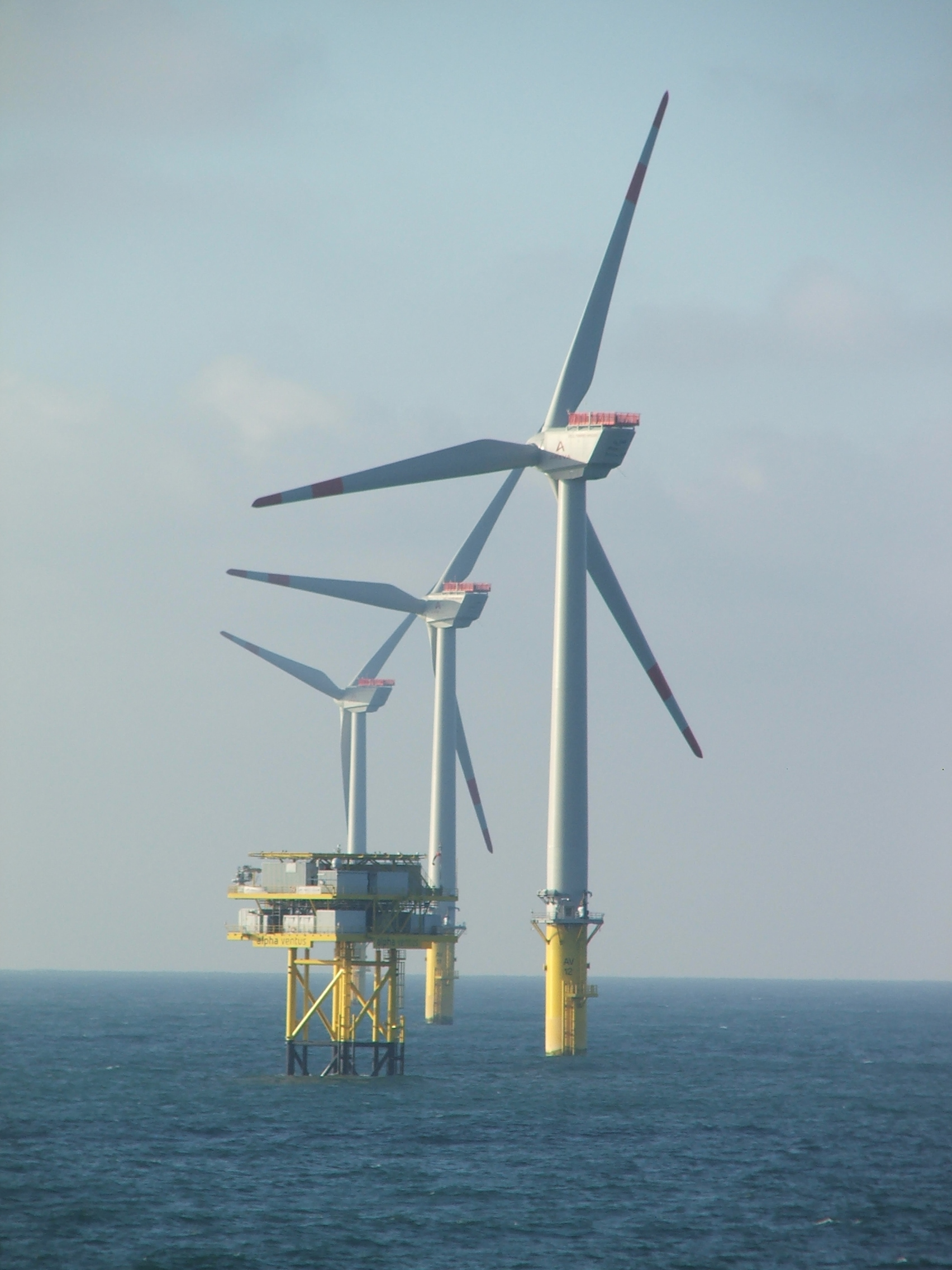
A Kelet-Frízföldhöz vízalatti kábelekkel csatlakozó Alpha Ventus offshore szélfarm néhány erőműve
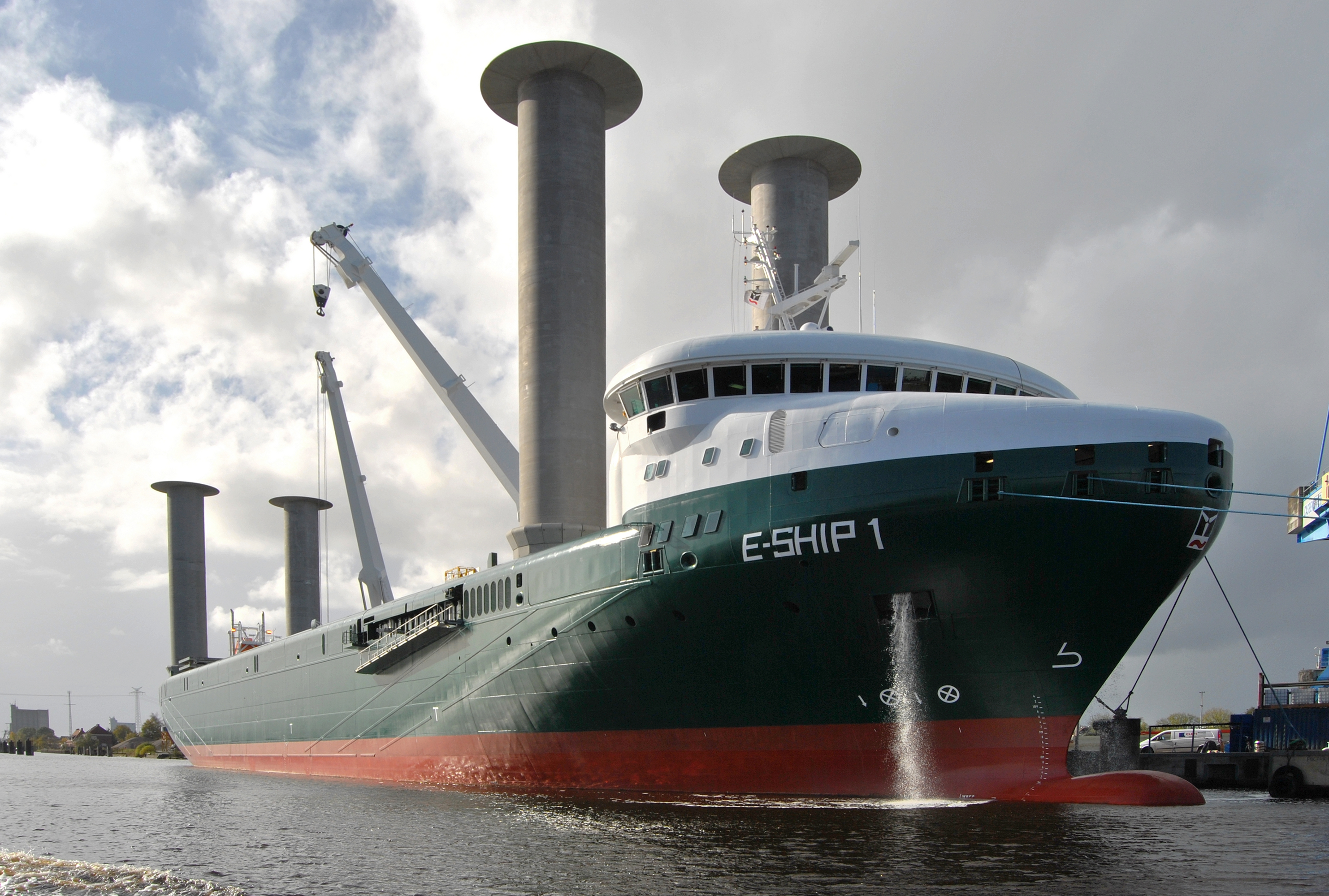
A 2010-benaz Emdeni kikötőben befejezett  Flettner-rotorokkal épített E-Ship 1
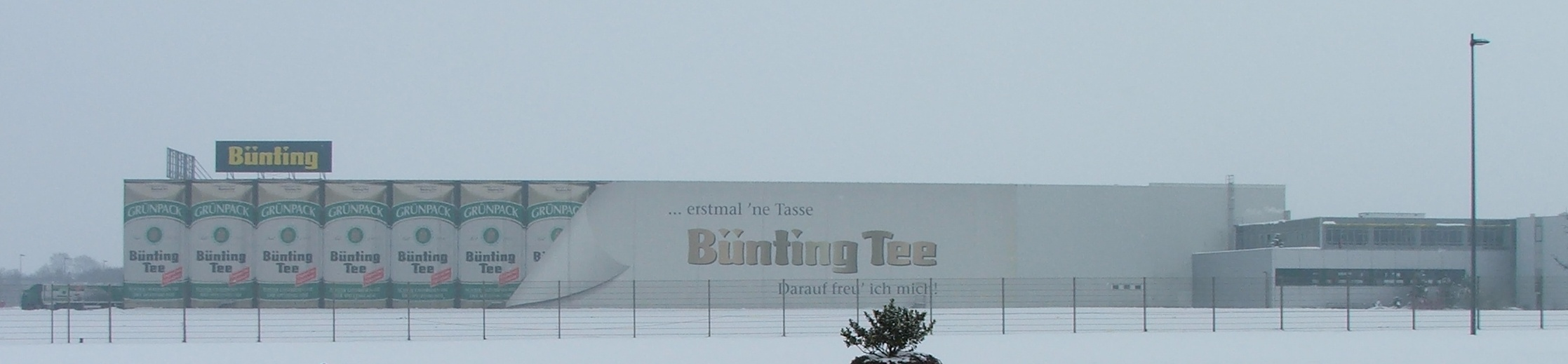
A régió egyik legnagyobb munkaadója, a Bünting Tea cég központi raktára Leer közelében

## Közszolgálat

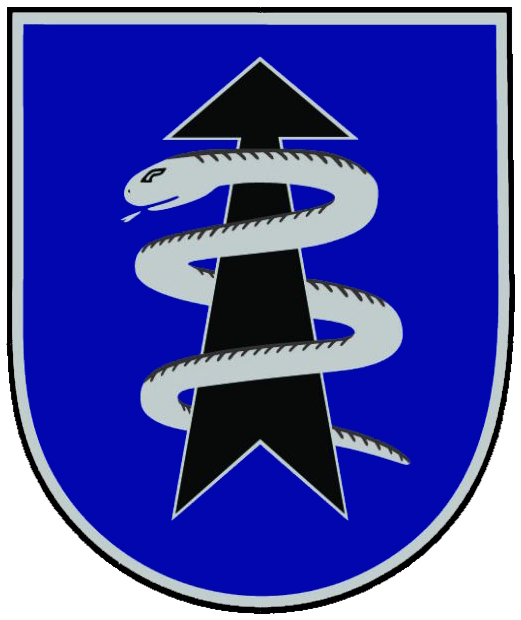
A Leer székhelyű Gyorsreagálású Szanitéc Szolgálati Parancsnokság (Kdo SES) a NATO Reagáló Erők és EU Harccsoportok számára is biztosít mentési, katasztrófaelhárítási, sebesültszállítási feladatokat.
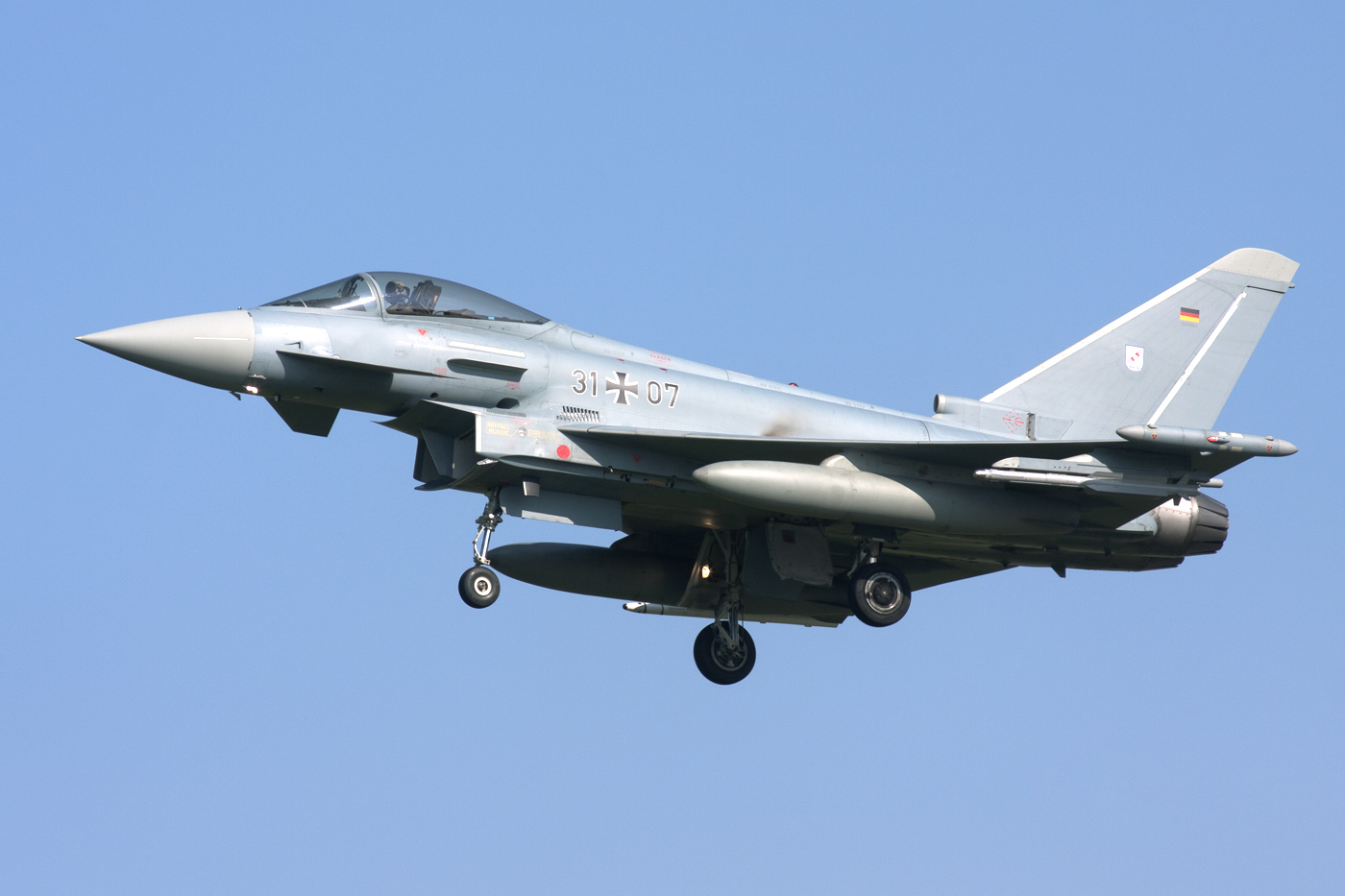
A Német Légierő 71.  Richthofen vadászrepülő ezred Eurofighter Typhoon gépeket üzemeltet a régióban található Wittmundhafeni légi bázison.

## Fordítás
Ez a szócikk részben vagy egészben  az   East Frisia című angol Wikipédia-szócikk ezen változatának fordításán alapul.  Az eredeti cikk szerkesztőit annak laptörténete sorolja fel. Ez a jelzés csupán a megfogalmazás eredetét és a szerzői jogokat jelzi, nem szolgál a cikkben szereplő információk forrásmegjelöléseként.